# Jambu skryty
Jambu skryty (Jambu manoa) – gatunek pająka z rodziny ptasznikowatych.

## Taksonomia
Gatunek ten opisany został po raz pierwszy w 2024 roku przez Laurę T. Miglio, Carlosa Perafána i Fernanda Péreza-Milesa na łamach „European Journal of Taxonomy”. Jako lokalizację typową wskazano Serra de Aracá w Barcelos w brazylijskim stanie Amazonas.

## Morfologia
Samiec osiąga 17 mm długości ciała przy karapaksie długości 7,8 mm i szerokości 7,6 mm. Ubarwienie ma brązowe z jasnobrązowymi stopami oraz z dłuższymi, żółtymi szczecinkami na karapaksie. Jamka karapaksu jest poprzeczna, łukowata. Szczękoczułki mają od 10 do 11 zębów na przedniej krawędzi bruzdy i kilkanaście mniejszych ząbków u jej nasady. Odnóża pierwszej pary u samca mają na goleni dwa połączone podstawami haki (apofizy), z których tylno-boczny ma krótki i gruby kolec na szczycie. Opistosoma (odwłok) dysponuje włoskami drażniącymi typu IV. Kądziołki przędne pary tylno-środkowej są silnie rozwinięte.
Nogogłaszczki samca mają goleń pozbawioną wyrostka po stronie tylno-bocznej. Gruszkowaty bulbus ma dobrze wykształconą apofizę tegularną oraz szeroką i ząbkowaną apofizę paraemboliczną, natomiast pozbawiony jest kilów prolateralnych górnego i dolnego. 

## Rozprzestrzenienie
Pajęczak neotropikalny, endemiczny dla Brazylii, znany wyłącznie ze stanu Amazonas.